# Federazione internazionale degli archivi filmografici
La Federazione internazionale degli archivi filmografici (in francese Fédération internationale des archives du film, sigla FIAF) è stata fondata a Parigi nel 1938, dal British Film Institute, dal MoMA di New York, dalla Cinémathèque française e dal Reichsfilmarchiv.
La FIAF riunisce le principali istituzioni mondiali nel campo della conservazione e valorizzazione del patrimonio cinematografico. I suoi affiliati sono i difensori di questa forma d'arte del ventesimo secolo. Gli archivi affiliati alla FIAF si dedicano alla raccolta, al recupero, alla conservazione e alla proiezione di film, che sono considerati, sia come opere d'arte e cultura che come documenti storici. La Federazione oggi comprende più di 150 istituzioni in oltre 77 paesi - un riflesso di quanto la conservazione del patrimonio di immagini in movimento sia diventata un interesse mondiale.